# Whitestone Logging Camp
Whitestone Logging Camp (Tlingit: Yan Kashada Tináa) ist ein Ort und ein census-designated place (CDP) in der Hoonah-Angoon Census Area in Alaska. Das U.S. Census Bureau hatte bei der Volkszählung 2020 eine Einwohnerzahl von 2 ermittelt.

## Geographie
Whitestone Logging Camp befindet sich im Nordosten der Insel Chichagof Island im Alaska Panhandle im Südosten Alaskas. Whitestone Logging Camp liegt an der Bucht Port Frederick. Im Westen trennt das Flüsschen Game Creek das CDP von dem angrenzenden Game Creek CDP. Im Norden grenzt das CDP an die City of Hoonah. Whitestone Logging Camp liegt etwa 60 km westsüdwestlich von Juneau, der Hauptstadt Alaskas. Das Areal liegt im Tongass National Forest.

## Geschichte
Das Gebiet wurde historisch von den Tlingit genutzt. Später wurde das Gebiet von Holzfällern besiedelt. Seit 1990 ist Whitestone Logging Camp ein CDP. Auf einer mit dem Festland verbundenen Insel befindet sich der Holzbetrieb "Icy Straits Lumber & Milling".

## Demografie
Zum Zeitpunkt der Volkszählung im Jahre 2020 (U.S. Census 2020) hatte Whitestone Logging Camp 2 Einwohner auf einer Landfläche von 28,39 km². Von den Einwohnern waren 2 Weiße. Beim Zensus im Jahr 2000 wurden 116 Einwohner gezählt, 2010 waren es 17.